# Meio-fundo (ciclismo)
A meio-fundo é uma competição de ciclismo em pista disputada por trás de uma moto na distâncias variáveis, numa ou várias séries. A cada corredor roda por trás de um treinador a motocicleta (apelida moto de stayer ou de meio-fundo). Estas últimas levam à posterior um rolo contra o qual o corredor vem colar a sua roda dianteira com o fim de ganhar como máximo do treinamento. Os corredores que praticam a meio-fundo estão nomeados stayers e o treinador está nomeado o « pacemaker ».

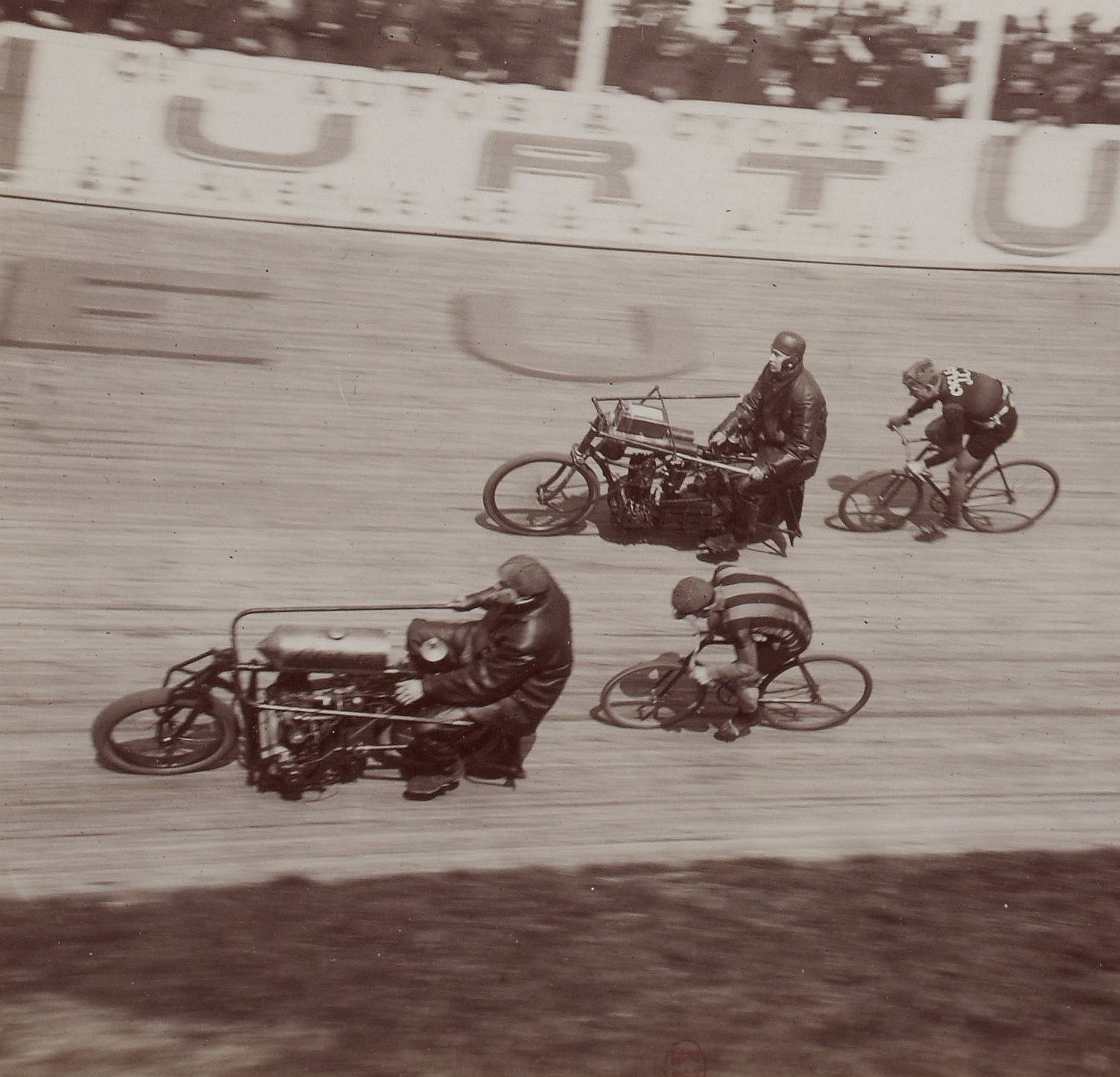
Derny em 1904 (Buffalo)

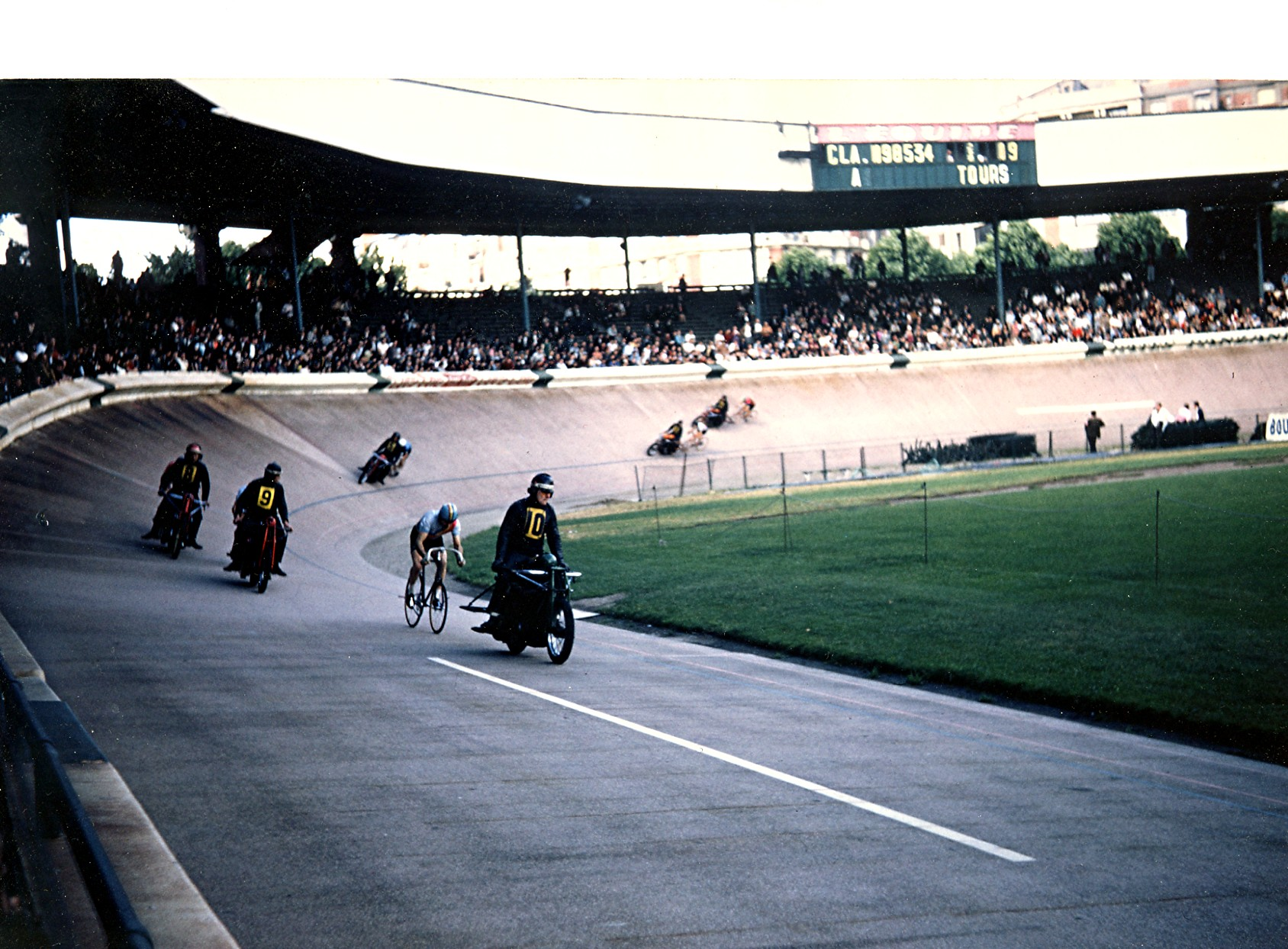
Prova de meio-fundo ao Parc des Princes

## Histórico
Após os corridas de seis dias, disputadas individualmente e quase sem interrupção, o público orienta-se para as corridas de velocidade depois para as competições de meio-fundo. Antes de 1902, a meio-fundo era o desporto número 1 nos Estados Unidos, e os stayers eram remunerados mais que os jogadores de basebol.
Estas provas muito espectaculares animam que duram numerosos anos nos anéis ciclistas. Estas carreiras são muito perigosas, as velocidades que sobresaem às vezes a 100 km/h. As quedas são frequentes e com frequência dramáticos, inclusive mortais. Apesar destes riscos permanentes, os corredores tais que Victor Linart ou Guillermo Timoner se batem nestas provas e tornam-se campeões marcando os seus nomes nos campeonatos e os Grandes Prêmios.
A partir dos anos 1980, a meio-fundo apaixona muito menos as multidões. Dos historiadores da disciplina estimam que a sua decadência é aos numerosos acordos entre pacemakers que fixam o resultado das corridas antecipadamente. O campeonato do mundo está suprimido após a edição 1994. Apenas a Alemanha continua organizando regularmente competições como a Omnium dos Ases em Dortmund. Bruno Vicino, Constant Tourné e Wilfried Peffgen são os últimos grandes corredores da disciplina.

## Bicicletas

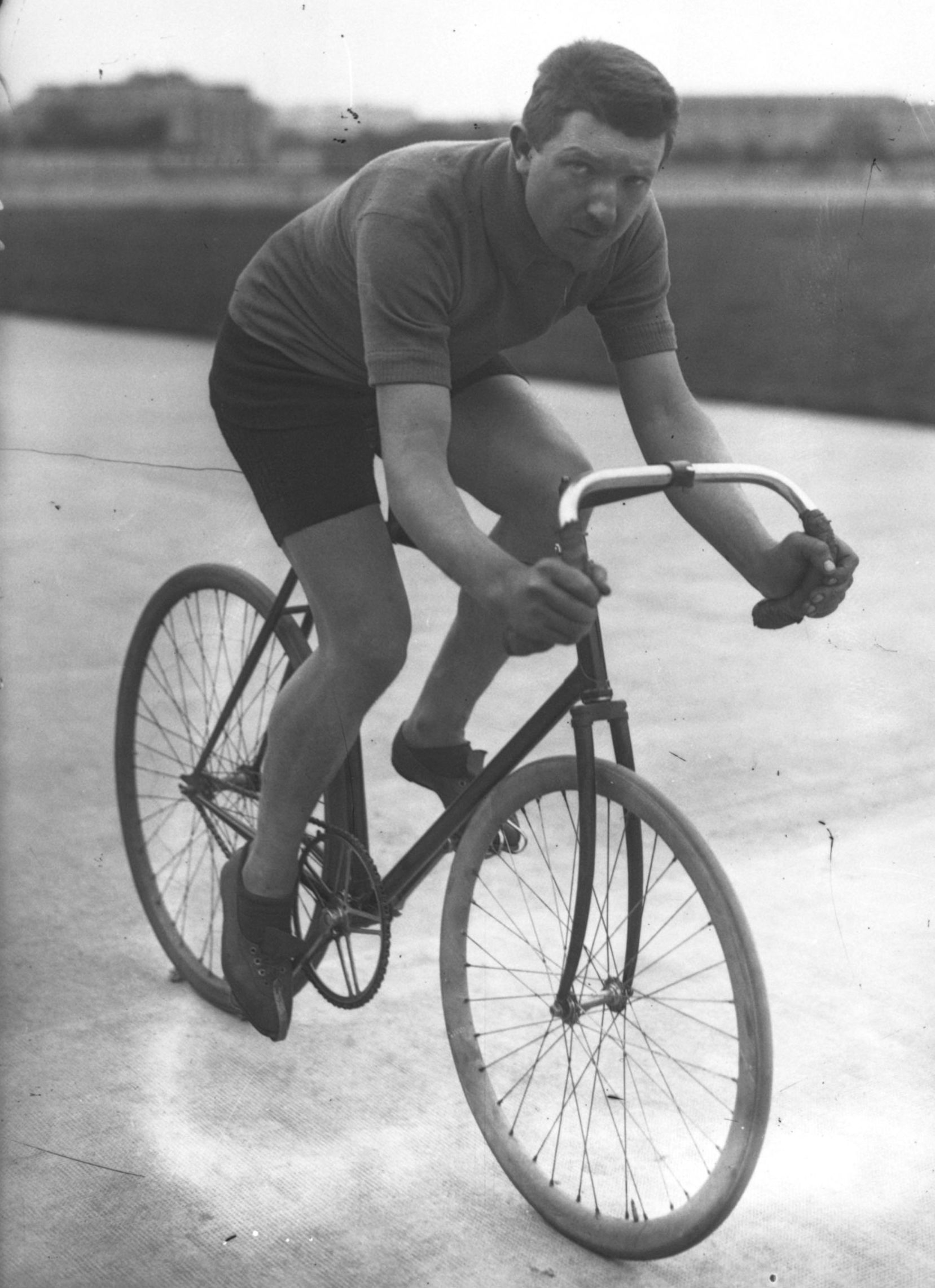
Louis Darragon 1913

A meio-fundo precisa de bicicletas específicas. A forquilha está invertida e a roda da frente é mais pequena para estar o mais perto do treinador com o fim de beneficiar ao melhor a aspiração e do abrigo. Para razões de solidez, devido às restrições da alta velocidade, as bicicletas são em aço. A roda pedaleira e o selim são frequentemente ligados ao quadro por uma liga metálica para uma melhor segurança.
Os corredores utilizam de grandes cremalheiras, com tamanhos fora do normal  com 60 inclusive 70 dentes para desenvolvimentos geralmente superiores a 10 m.

## Regulamento atual
O regulamento apresentado aqui, é conforme ao regulamento UCI de outubro  de  2013.

### Linha das stayers
O meio-fundo é a única prova que utiliza a linha das stayers. Esta linha longitudinal, de cor azul, está localizada aproximadamente ao terço da largura da pista. Os corredores têm que se encontrar abaixo desta linha, salvo para dobrar, ao qual caso é obrigatório de passar em cima. É igualmente sempre proibido de dobrar pela esquerda. Um corredor que dobre deve sempre o fazer deixando um máximo de lugar à sua direita.

### Formato das competições

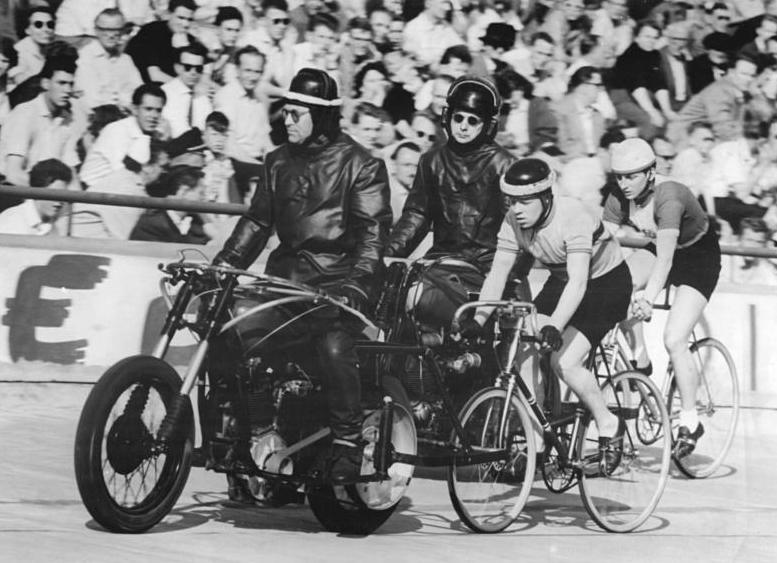
Prova de meio-fundo na Alemanha em 1958

As provas de meio-fundo podem desenvolver-se numa duração determinada (1 hora), ou também numa distância fixa. Neste último caso, as distâncias são as seguintes :
- séries : 25 km ;
- final : 2 séries de 30 km a cada uma.

A ordem de saída está atirado à sorte, salvo para a segundo manga da final onde é o inverso daquele da primeira manga.
De qualquer jeito, todos os corredores se juntam à primeiro passagem da linha que segue a chegada do vencedor, a classificação que está estabelecido em primeiro lugar pela distância efectuada e em segundo lugar pela ordem de passagem à chegada. Todo o corredor que tem mais 5 voltas de atraso ao corredor de cabeça está posto fora da prova.
As séries estão corridas no mesmo dia. Há pelo menos duas séries e uma série conta como máximo oito corredores. Os corredores estão qualificados para a final segundo as regras seguintes :
- há duas séries (de 8 a 16 participantes ao total), os três primeiros da cada série mais o quarto da série mais rápida estão qualificados para a final ;
- há três séries (de 17 a 24 participantes ao total), ambos primeiros da cada série mais o terceiro da série mais rápida estão qualificados para a final ;
- há quatro séries ou mais (de 25 a 56 participantes ao total), participam na final o vencedor da cada série mais o segundo das séries os mais rápidos de tal maneira que como máximo sete corredores participam na final.

A final conta como máximo de sete corredores e está corrida em duas séries com um intervalo de 30 minutos. Para a cada manga os pontos seguintes estão atribuídos :
- - 1.º : 50 pontos
  - 2.º : 35 pontos
  - 3.º : 25 pontos
  - 4.º : 17 pontos
  - 5.º : 11 pontos
  - 6.º : 7 pontos
  - 7.º : 4 pontos

A classificação final está obtido pela adição dos pontos obtidos pela cada corredor. Em caso de igualdade, é o lugar durante a manga mais rápida que está tomada em conta.

## Campeonatos mundiais
O campeonatos mundiais de meio-fundo amador desenvolveram-se de 1893 até em 1914. Depois retomaram só em 1958 até pararem em 1992.
O campeonatos mundiais de meio-fundo profissional desenvolveram-se desde 1895. Excepto ambas interrupções durante as guerras mundiais, estas competições têm sido organizadas até em 1994. Desde, é o Campeonato Europeu que é a competição internacional mais reconhecida da especialidade.
O Britânico Leon Meredith foi o vencedor da sete edições do campeonato amador durante os anos 1900–1910. Nos profissionais, o recorde com mais título de vitórias está detido pelo Espanhol Guillermo Timoner com 6 títulos obtidos entre 1955 e 1965

## Ver também

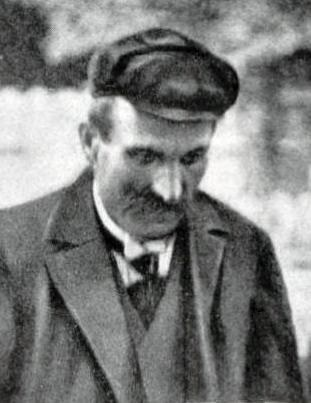
O treinador-'pacemaker' francês do Parque dos Príncipes Bertin -em -, quatro vez títular do recorde mundial da hora ciclista por trás de motorizada, entre 1900 e 1908 (com Baugé (2), Guignard e Wills)